# Tracy-le-Mont

Tracy-le-Mont este o comună în departamentul Oise, Franța. În 1 ianuarie 2022 avea o populație de 1.701 de locuitori.